# Toru Morikawa
Toru Morikawa (født 29. juni 1966) er en tidligere japansk fodboldspiller.
Han har spillet for flere forskellige klubber i sin karriere, herunder Gamba Osaka.